# Final Destination 2
Final Destination 2 (Brasil: Premonição 2 / Portugal: O Último Destino 2) é um filme norte-americano de 2003, do gênero terror sobrenatural, dirigido por David R. Ellis. O roteiro foi escrito por J. Mackye Gruber e Eric Bress, baseado em uma história de Gruber, Bress e Jeffrey Reddick, o criador da série. É a sequência do longa-metragem Final Destination (2000) e a segunda parte da série de filmes homônima. Os papéis principais são interpretados por A.J. Cook, Michael Landes e Ali Larter, que retorna como Clear Rivers.
Após o sucesso financeiro do primeiro filme, a New Line Cinema entrou em contato com Reddick para tratar dos planos para uma continuação. Como a equipe da película original não estava disponível, a companhia substituiu a maior parte da equipe de produção. As filmagens foram realizadas em Vancouver e no Lago Okanagan, na Colúmbia Britânica. Final Destination 2 foi lançado nos cinemas dos Estados Unidos em 31 de janeiro de 2003 e, no dia 22 de julho do mesmo ano, o longa-metragem foi lançado em DVD, o qual incluiu comentários, cenas excluídas, documentários e alguns outros recursos.
Final Destination 2 foi o filme menos lucrativo da franquia, mas mesmo assim obteve um certo sucesso comercial, pois com um orçamento de 26 milhões de dólares, arrecadou 6 milhões no mercado interno e 43 milhões no exterior, faturando pouco mais de 90 milhões de dólares ao redor do mundo. Recebeu avaliações e comentários mistos da crítica especializada. As revisões negativas o apontaram como um filme "bobo e ilógico" que "começa com a mesma premissa falha" de seu antecessor, enquanto críticas positivas o elogiaram como "uma verdadeira surpresa para os fãs de terror", uma obra que "reconhece a estreita relação entre susto e risos" e "surpreendentemente uma boa diversão para a safra atual de filmes de terror". Foi indicado a quatro prêmios, entre os quais o Saturno de melhor filme de terror.

## Enredo
Exatamente um ano depois da explosão do Voo 180, a estudante universitária Kimberly Corman está indo para Daytona Beach, na Flórida, tirar férias com seus amigos Shaina McKlank, Dano Estevez e Frankie Whitman. Na Rota 23, Kimberly tem uma premonição de um enorme acidente causado por toras que caem de um caminhão, e que matará todos na estrada. Ela desperta antes do desastre acontecer e impede que várias pessoas entrem na rodovia, entre elas o vencedor da loteria Evan Lewis; a viúva Nora Carpenter e seu filho Tim, de quinze anos; a empresária Kat Jennings; o maconheiro Rory Peters; a grávida Isabella Hudson; o professor de ensino médio Eugene Dix; e o delegado de polícia Thomas Burke. Enquanto este interroga Kimberly, o engavetamento acontece. Os amigos de Kimbelry são mortos por um caminhão em alta velocidade, mas ela é salva por Burke no último segundo.
Os sobreviventes são levados para a delegacia, onde conversam sobre a maldição do Voo 180. No dia seguinte, Evan morre empalado no olho esquerdo por uma escada, ao tentar fugir de um incêndio em seu apartamento. Burke pesquisa sobre os sobreviventes do acidente aéreo e descobre que Alex Browning morreu atingido por um tijolo. Kimberly visita Clear Rivers, a única sobrevivente do Voo 180, que se internou em um hospital psiquiátrico para tentar fugir da Morte. Clear explica que os sobreviventes morrem na ordem em que deveriam ter morrido no acidente, mas percebe que dessa vez a Morte está agindo ao contrário. Ela se recusa a ajudar, mas orienta Kimberly a procurar por "sinais" da Morte. Ao voltar para casa, Kimberly tem uma visão de um bando de pombos a atacando. Ela e Burke se apressam para salvar Nora e Tim, mas chegam tarde demais e Tim é esmagado por uma grande placa de vidro, enquanto volta do dentista. Clear decide ajudar e apresenta Kimberly e Burke ao agente funerário William Bludworth, que lhes diz que apenas uma "nova vida" pode derrotar a Morte. Eles acreditam que se Isabella tiver seu bebê, o plano da Morte será arruinado e todos estarão seguros.

Captura de tela do filme mostrando o engavetamento fictício na Rota 23, em 13 de maio de 2001. Considerada uma das "maiores cenas de acidente automobilístico da história do cinema", foi indicada ao MTV Movie Award de Melhor Sequência de Ação.

Acusada de dirigir uma van roubada, Isabella é mantida sob custódia, enquanto os outros sobreviventes se reúnem por segurança. Depois que Nora é decapitada pelas portas de um elevador, eles decidem rastrear Isabella, que entrou em trabalho de parto na delegacia e está sendo conduzida ao hospital mais próximo. É revelado que todos do grupo tiveram alguma relação com os sobreviventes do Voo 180 e Clear entende por que eles estão morrendo na ordem contrária: sair do avião atrapalhou os planos da Morte não apenas para as pessoas do avião, mas também para as da rodovia. Assim, Clear poderá morrer a qualquer momento e Kimberly, por ter sido a primeira a ser salva do engavetamento, é a última da lista da Morte.
O pneu fura e o veículo dos sobreviventes derrapa, desviando-os para uma fazenda. Tubos de PVC atravessam a parte de trás do carro, perfuram o assento de Kat e ferem Eugene, que é levado às pressas para o hospital. Quando os socorristas chegam ao local, Brian Gibbons, filho do dono da fazenda, quase morre atropelado por uma van em alta velocidade, mas Rory o salva. Kat morre quando o impacto de uma britadeira no carro ativa acidentalmente o airbag, empurrando a cabeça dela contra o cano. Um cigarro cai de sua mão e entra em contato com gasolina, causando uma explosão que impulsiona uma cerca de arame farpado contra Rory, mutilando seu corpo em vários pedaços.
Kimberly, Clear e Burke correm para o hospital. Kimberly tem uma visão da Dra. Ellen Kalarjian supostamente estrangulando Isabella. Burke imobiliza Kalarjian e eles testemunham Isabella dar à luz e acreditam que enganaram a morte. Porém, Kimberly tem outra visão de alguém com as mãos ensanguentadas em uma van submergindo e descobre que Isabella não morreria no engavetamento, ou seja, ela ter ou não o bebê não afetou em nada o plano da Morte.
Clear procura por Eugene, mas acidentalmente faz com que o quarto dele exploda por combustão de oxigênio; os dois morrem. Kimberly percebe que a pessoa em sua visão era ela mesma e que uma "nova vida" significa ser ressuscitado por alguém. Kimberly rouba uma ambulância e se joga em um lago para se afogar. Burke a resgata, Kalarjian a ressuscita e o plano aparentemente funciona. Algum tempo depois, Burke e Kimberly almoçam com a família que os ajudou na fazenda. Brian vai olhar o churrasco e seus pais comentam que Rory o salvou de ser atropelado. A churrasqueira repentinamente explode, matando Brian. O braço dele cai sobre a mesa, encerrando o filme.

## Elenco
Na ordem dos créditos finais:
- Ali Larter como Clear Rivers
- Michael Landes como Thomas Burke
- A.J. Cook como Kimberly Corman
- Keegan Connor Tracy como Kat Jennings
- Tony Todd como William Bludworth
- David Paetkau como Evan Lewis
- Jonathan Cherry como Rory Peters
- T.C. Carson como Eugene Dix
- Andrew Airlie como Michael Corman
- Lynda Boyd como Nora Carpenter
- James Kirk como Tim Carpenter
- Justina Machado como Isabella Hudson
- Sarah Carter como Shaina McKlank
- Alex Rae como Dano Estevez
- Shaun Sipos como Frankie Whitman
- Noel Fisher como Brian Gibbons
- Aaron Douglas como Delegado Steve
- Enid-Raye Adams como Dr. Kalarjian

## Produção

### Desenvolvimento
Final Destination foi concebido pelos roteiristas Jeffrey Reddick, James Wong e Glen Morgan em Flight 180, um roteiro não solicitado pelo estúdio destinado a ser usado em The X-Files. O filme estreou nos Estados Unidos e Canadá em 17 de março de 2000, arrecadando 10 015 822 dólares em seu fim de semana de estreia e um total de 112 880 294 dólares internacionalmente. O sucesso do longa-metragem levou o então presidente da New Line Cinema, Toby Emmerich, a solicitar de Reddick uma sequência, ao que ele respondeu positivamente. Reddick afirmou que "queria expandir a mitologia e não apenas contar a mesma história novamente." Infelizmente, Wong e Morgan não estavam disponíveis para a produção, uma vez que já estavam envolvidos nos projetos de The One e Willard, respectivamente.
Assim, a New Line contratou para a direção David R. Ellis, diretor de segunda unidade e coordenador de dublês. Eric Bress e J. Mackye Grube foram contratos para elaborar o roteiro. "A segunda unidade é como uma extensão da direção, você realiza grandes sequências de ação no filme e era algo exatamente assim que eu imaginava fazer depois. Como eu recebi a proposta da New Line e conseguimos um bom roteiro, foi meio que uma transição natural," comentou Ellis. "Eu queria que o nosso filme continuasse único, mas eu assisti a Final Destination para ver o que fizeram para torná-lo tão bem-sucedido. Eu tentei usar um pouco disso enquanto tentava manter uma sensação única no nosso filme. Eu meio que peguei o que funcionou e tentei melhorá-lo," acrescentou Ellis. Bress revelou que eles queriam "fazer efetivamente o que o primeiro filme fez e adicionar novos níveis e camadas aos personagens. Quando começamos a escrever, tentávamos imaginar: 'Como podemos deixar a Morte a mais durona possível?' e para ser realmente honesto, nossa primeira tentativa de roteiro teve de ser repensada!". Por outro lado, os produtores Craig Perry e Warren Zide da Zide/Perry Productions voltaram e contribuíram com financiamento para o filme.

### Seleção do elenco
O protagonista do filme anterior, Alex Browning (Devon Sawa) foi morto fora de tela. Rumores diziam que Sawa estava em uma disputa contratual com a New Line em relação à dedução de seu salário; no entanto, Perry resolveu a questão com a afirmação de que "tinha tudo a ver com a narrativa e nada a ver com o dinheiro ou com a falta de vontade de Devon em voltar." Contudo, a New Line reintegrou Ali Larter para interpretar novamente sua personagem Clear Rivers. "Quando a New Line me pediu para voltar, achei ótimo. Eles me mostraram o roteiro e me deram algumas informações e foi realmente incrível", revelou Larter. Ela indicou que Clear "[chegou] a um ponto extremo e fechou-se em si mesma de tanto sentir dor em sua vida. Internada em um hospital psiquiátrico, ela criou um esconderijo para que a Morte não consiga levá-la." Tony Todd também retomou seu papel como o agente funerário William Bludworth. "É o mesmo personagem que vimos antes que o público adorou", expressou Ellis.
O papel de Kimberly Corman foi dado à atriz canadense A.J. Cook, que já havia atuado em 1999 no filme As Virgens Suicidas. Cook descreveu sua personagem como "uma garota muito forte, muito determinada, pois sua mãe morreu um ano antes, bem na frente de seus olhos, o que a fez crescer rapidamente." Ellis descreveu Kimberly como "uma garota que pode se divertir por estar numa viagem em busca de diversão, mas também alguém que pode confrontar Clear, desafiar Clear para uma corrida e se preocupar com Clear." Cook acrescentou que "é raro encontrar uma protagonista feminina forte em um filme de terror, ainda mais duas [ela e Larter]." Ellis e Perry ficaram surpresos com a sensibilidade e vulnerabilidade demonstrados pela atriz em sua atuação e ela foi imediatamente contratada. "Estávamos no começo do que seria uma longa carreira de sucesso para ela", afirmou Perry. Michael Landes, que havia aparecido na série  Lois & Clark: The New Adventures of Superman, foi escalado para interpretar Thomas Burke. Landes o definiu como "um cara legal e decente que se depara com um enorme acidente automobilístico que o deixa muito intrigado" e como "o cara que se encontra de surpresa com a garota e é capaz de qualquer loucura para protegê-la". Ellis ressaltou que tudo que ele queria era "encontrar alguém que fosse jovem e se identificasse com esses garotos. Não um cara mais velho, mais que fosse forte e sensível o suficiente. [Landes] trouxe esse equilíbrio muito bom para seu papel." O ator foi contratado um dia depois de seu teste, o que causou problemas de horário de voo em sua partida dois dias depois e o cancelamento de seus compromissos.

Captura de tela mostrando o elenco principal do filme interpretando seus respectivos personagens (da esquerda para a direita): A.J. Cook (Kimberly Corman), James Kirk (Tim Carpenter), Lynda Boyd (Nora Carpenter), Michael Landes (Oficial Thomas Burke), Jonathan Cherry (Rory Peters), Terrence C. Carson (Eugene Dix) e Keegan Connor Tracy (Kat Jennings). Na imagem, estão ausentes Ali Larter (Clear Rivers) e David Paetkau (Evan Lewis).

Ex-integrante do elenco da sitcom Living Single, T. C. Carson recebeu o papel de Eugene Dix. Carson identificou seu personagem como "um tipo de pessoa que age conforme manda o figurino, mas que logo muda de ideia quando os cadáveres começam a se acumular." A equipe aprovou com louvor a atuação de Carson e Bress mencionou que "originalmente concebido como um personagem ao estilo de Woody Allen, [Eugene] ganhou dez vezes mais vida do que nunca. Tem dez vezes mais personalidade, esse carisma que T.C. lhe traz... ele tem uma ótima presença." Da mesma forma, Perry ficou surpreso com a forma como Carson era "capaz de pegar as falas mais absurdas e interpretá-las de uma forma tão gramatical com seus olhos e sua voz profunda." Jonathan Cherry, que havia aparecido recentemente no filme House of the Dead (2003), foi escolhido para interpretar Rory Peters. Cherry caracterizou Rory como "algo muito diferente de mim, cujo arco vai desde 'eu não quero nem saber' até 'Ai, meu Deus, isso está realmente acontecendo!'" No roteiro, Bress declarou que Rory foi seu personagem favorito para escrever, já que "ele é um grande alívio cômico, tem problema com drogas, é engraçado, ele é tudo isso". Bress comentou que "Cherry é incrível, ótima escolha, pois ele é muito engraçado, assim como a forma com que ele entrega suas falas. É tipo 'Oh sim. Isso é bom! Isso é melhor!" Perry acrescentou: "O que me surpreendeu nele foi o humor que o envolve e o tipo de irritação que Kat lhe causa, há momentos que revelam quão vulnerável ele realmente é, aí o escudo cai e você acaba simpatizando com Rory. Você gosta dele primeiro por ser o engraçadão, mas então você se preocupa com ele ao perceber que há um lugar de onde vem o humor do qual todos compartilhamos."
A atriz de Blackwoods, Keegan Connor Tracy, interpretou Kat Jennings. Tracy afirmou que "[Kat] realmente não acredita no começo, mas em breve nem mesmo com sua atitude cínica conseguirá ignorar a realidade da situação em que todos eles estão." Perry definiu o papel como "alguém que é de fato tão egoísta que, sem ser excessivamente maliciosa, é incrivelmente rude e insensível aos sentimentos de todos ao seu redor." Perry avaliou a atuação dela como "cheia de energia", pois "incorpora a energia nervosa autoconsciente de Kat. [Tracy] criou um personagem que te desagrada intensamente, mas não a ponto de não se conseguir entender porque ela é do jeito que é." O elenco é complementado por Lynda Boyd (Rachel Todd de You, Me and the Kids) no papel da viúva Nora Carpenter e James Kirk (Kyle Morgan de Once Upon a Christmas) que interpreta seu filho Tim Carpenter, David Paetkau (Hunter Kerrigan de Just Deal) interpretando o apostador Evan Lewis, Justina Machado (Vanessa Diaz de Six Feet Under) no papel da grávida Isabella Hudson e Noel Fisher (Todd Tolanski de X-Men: Evolution) como o fazendeiro Brian Gibbons. Os atores iniciantes Sarah Carter, Alejandro Rae e Shaun Sipos foram contratados como os amigos de Kimberly, Shaina McKlank, Dano Estevez e Frankie Whitman, respectivamente. Andrew Airlie interpretou o pai de Kimberly, Michael Corman, enquanto Enid-Raye Adams apareceu como Dra. Ellen Kalarjian.

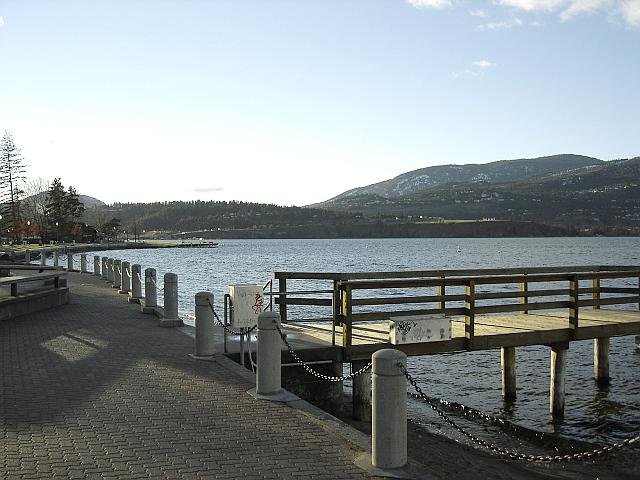
As sequências do lago foram filmadas em dois locais diferentes. Um deles foi uma piscina privada em Campbell River, na Colúmbia Britânica; o outro foi o Lago Okanagan (na imagem), que substituiu Greenwood Lake (Nova Iorque) no filme.

### Filmagens
Assim como o primeiro filme, Final Destination 2 foi filmado na Ilha de Vancouver e em seus arredores. A respeito da escolha da Colúmbia Britânica para a produção do longa-metragem, Perry afirmou: "Conhecemos a arena, conhecemos as pessoas da localidade e, sejamos honestos, há um enorme incentivo econômico para filmar ali. Tivemos a sorte de ter [o gerente de produção da unidade] Justis Greene, que trabalha há 30 anos como produtor de linha e que conseguiu a melhor equipe que trabalha na cidade neste momento. Achamos isso vantajoso em tantos aspectos, que se tornou o local ideal para este filme." A Rodovia 19 da Colúmbia Britânica foi usada como a Rota 23. O complexo de edifícios Plaza of Nations foi usado como substituto para o Ellis Medical Complex, o local da morte de Tim.
As cenas da fazenda e do lago, que no filme se passam em Greenwood Lake (Nova Iorque), foram na realidade filmadas em Campbell River e no Lago Okanagan, respectivamente. Landes esclareceu: "Filmamos parte [das sequências] no lago, onde fazia um frio de 37 graus, que está além de uma dor de cabeça ao tomar sorvete. Também gravamos num tanque enorme, onde filmamos toda a sequência subaquática, o que se deu em uma piscina de 93 graus." Cooks e Landes realizaram suas próprias acrobacias em ambas as sequências, sem uso de dublês. A atriz declarou: "Meu maior medo é ficar presa num carro embaixo d'água. Por isso, foi legal enfrentar meu medo e tudo mais". Por sua vez, o ator comentou: "Fizemos algumas lições com um guia de mergulho para ficarmos confortáveis debaixo d'água e respirar o regulador".
Cook, que é loira, teve de tingir o cabelo de castanho para o papel, a fim de evitar possíveis confusões entre ela e Larter. "Gosto de ser um camaleão. Abre mais oportunidades neste trabalho. Você não é rotulada", admitiu Cook. Landes negou que a relação entre Thomas e Kimberly envolvesse algum interesse romântico: "É uma espécie de relação de proteção, mais como uma coisa de irmão/irmã do que um interesse amoroso. Eles não chegariam a esse ponto, eu acho. Seguiram por esse caminho num dos primeiros rascunhos do roteiro, mas descartaram, pois fazia o policial parecer lascivo ou algo assim. Então o que eles têm no momento, assim espero, é um pouco de química para te dar a ideia de que algo bom virá da tragédia, então termina de uma maneira otimista, talvez fiquem juntos, mas não há uma história de amor real".

Montagem do processo de renderização da morte de Rory. Na primeira imagem, uma visão de ângulo amplo de Campbell River filmada para ser usada como plano de fundo no resultado final. Na segunda, um molde tridimensional do ator é posicionado contra uma tela verde e cortado em pedaços. Na terceira, as duas primeiras imagens estão sobrepostas e prontas para serem exibidas no filme.

### Efeitos
A Digital Dimension assumiu os efeitos visuais do filme. O supervisor de CG, Jason Crosby, ressaltou que seu estúdio foi escolhido principalmente para a sequência da rodovia, depois que a equipe percebeu que os troncos reais saltaram apenas um centímetro pela estrada quando caíram de um caminhão transportador de madeira. Ele comentou: "Estavam preocupados com a realização da filmagem, sem saber se o CG iria funcionar. O momento foi excelente, pois tínhamos acabado de gravar uma cena de teste dos nossos troncos em CG saltando na estrada. Enviamos uma fita para Vancouver e, depois de vê-la, a equipe se convenceu de que qualquer filmagem dos troncos poderia ser feita com CG. Começou com P&D na dinâmica dos troncos. Foram elaborados scripts para ajudar a gerenciar as simulações dinâmicas com números reais para gravidade, densidade, etc. Os resultados foram notavelmente similares aos registros originais dos troncos de Vancouver, um testemunho da precisão do software e dos dados que coletamos, no entanto, os registros ainda não tinham o 'instinto assassino de atravessar os para-brisas' que estávamos procurando. Ajustando os parâmetros, conseguimos que os troncos tivessem um papel muito mais efetivo".
O diretor técnico James Coulter acrescentou segmentos criativos de 3D em tomadas rápidas, desfoque de movimento e filtros de poeira, névoa, pedaços de casca, correntes quebradas e outros detritos. O artista digital Edmund Kozin manipulou fotos de alta resolução que foram cuidadosamente sobrepostas para obter uma textura realista entre os 22 troncos de CG do filme. Investiu-se em efeitos que lhes dessem uma aparência de madeira lascada e desgastada da forma mais realística possível. A física também foi considerada, no que concernia à velocidade e altura do caminhão, comprimento e largura dos troncos, tipo de madeira e a densidade de um abeto de Douglas.
Apesar disso, todos os carros que aprecem no filme são veículos reais. Segundo Crosby, recorrer à computação gráfica "foi uma possibilidade no começo, então fizemos alguns testes dinâmicos usando as toras como corpos rígidos para bater em carros com deformadores corporais macios, mas quando as filmagens foram finalizadas, não precisaram de nenhum carro de CG." Moldes tridimensionais dos atores foram elaborados para todas as cenas de morte, inclusive as que se passam na rodovia. Landes declarou que teve claustrofobia durante o procedimento. Embora sangue cenográfico tenha sido usado, sangue CG também foi exibido.

### Música

#### Trilha sonora
Assim como seu antecessor, nenhum álbum oficial acompanhou o longa-metragem; no entanto, há dez músicas apresentadas no próprio filme e dois vídeos musicais foram incorporados em seu lançamento posterior em formato doméstico. Dois singles do The Sounds, "Dance With Me" e "Rock 'n Roll", foram tocados no som do carro de Kimberly. Além disso, o videoclipe de "Seven Days a Week" acompanhou o DVD do filme. "Middle of Nowhere", do The Blank Theory, foi ouvida no carro de Evan e inserida no DVD juntamente com seu videoclipe. Duas versões covers de "Rock Mountain High", de John Denver, realizadas por Pete Snell e Jude Christodal, são tocadas durante os créditos finais. Christodal também canta "My Name is Death" durante a morte de Brian e nos créditos finais. Outras canções usadas no filme foram "Highway to Hell", do AC/DC (no rádio do carro de Kimberly); "Jon F. Hennessy", de FT (no áudio do veículo de Rory); "Vitamin", do Incubus (durante o incêndio no apartamento de Evan); e "I Got You", do (hed) Planet Earth (durante a festa de Rory).

#### Partitura
Final Destination 2: Original Motion Picture Score foi a partitura promocional do filme conduzida pela compositora Shirley Walker, vencedora do Prêmio Emmy do Daytime. Embora não lançada oficialmente, foi disponibilizada em 2003, juntamente com a partitura original de Willard.
A partitura foi bem recebida por boa parte da crítica especializada. Robert Koehler, em revisão publicada na Variety, destacou que "a trilha de Shirley Walker mostra uma compreensão completa dos choques do terror". Escrevendo para o DVDActive, Pete Robert elogiou a partitura, considerando-a "excelente". Anthony Horam, do DVD.net Australia, recomendou a seus leitores: "aumentem o volume e preparem-se para uma festa sônica." No entanto, Chris Carle, do IGN Movies, observou que "mesmo não sendo nada que você se lembrará, a partitura faz um bom trabalho".
| N.º            | Título                                 | Duração |  |
| 1.             | "Main Title"                           | 2:48    |  |
| 2.             | "Kimberly's Lake Premonition"          | 2:03    |  |
| 3.             | "Blow-out"                             | 1:44    |  |
| 4.             | "Coincidence - Kimberly Remembers Mom" | 2:27    |  |
| 5.             | "Killer Kayak"                         | 1:11    |  |
| 6.             | "Nora's Turn - Eugene Freaks"          | 3:40    |  |
| 7.             | "Kimberly Goes to See Clear"           | 1:51    |  |
| 8.             | "Kimberly Sees Dr. Kalarjan"           | 0:47    |  |
| 9.             | "Ba Bye Kat & Mustang"                 | 1:19    |  |
| 10.            | "Dad And Kimberly"                     | 0:45    |  |
| 11.            | "Pigeons"                              | 2:39    |  |
| 12.            | "Eugene's Oxygen"                      | 2:54    |  |
| 13.            | "New Life"                             | 1:59    |  |
| 14.            | "2 Left"                               | 4:21    |  |
| 15.            | "We Did It"                            | 0:40    |  |
| Duração total: | Duração total:                         | 31:08   |  |

## Lançamento

### Bilheteria
O filme estreou em 2 834 cinemas nos Estados Unidos e no Canadá em 31 de janeiro de 2003, arrecadando 16 017 141 dólares em seu fim de semana de estreia, com uma média de 5 651 dólares por cinema. Ficou em segundo lugar nas bilheterias dos Estados Unidos em seu fim de semana de estreia, apenas 200 mil dólares atrás do thriller The Recruit, que estreou no mesmo dia, protagonizado por Al Pacino e Colin Farrell, e arrecadou 16 302 063 dólares no país. Final Destination 2 caiu para o quinto lugar no fim de semana seguinte e desceu para o sétimo lugar em seu terceiro fim de semana, no qual ocorreu o feriado do Dia do Presidente (em homenagem a George Washington). O filme saiu da lista das dez maiores em seu quarto fim de semana até sua última exibição em 42 cinemas em seu décimo sexto fim de semana, arrecadando 27 585 dólares e terminando em 65º lugar. O longa-metragem arrecadou 46 961 214 dólares nos Estados Unidos e no Canadá durante todo o período em que foi exibido e rendeu 43 465 191 dólares em outros territórios, totalizando 90 426 405 dólares internacionalmente, tornando-se o filme de menor bilheteria da franquia.
Em comparação, seu precursor Final Destination ficou em terceiro lugar no seu fim de semana de abertura, com patrimônio líquido de 10 015 822 dólares, 6 milhões a menos que o arrecadado por Final Destination 2, o qual ficou em segundo lugar em seu primeiro fim de semana. O primeiro filme recebeu 53 302 314 dólares no mercado interno durante 22 semanas consecutivas, 64 milhões a mais do que o faturamento de sua sequência durante as 16 semanas de exibição desta. Final Destination acumulou 59 549 1547 dólares em outros países e 112 802 314 no total, arrecadando 16 milhões e 22 milhões a mais do Final Destination 2, nessa ordem.

### Mídia doméstica
O DVD do filme foi lançado em 22 de julho de 2003 pela marca Infinifilm da New Line Home Entertainment. Como recursos extras, o disco apresenta comentários em áudio, seis cenas excluídas, três documentários, dois videoclipes, três trailers, menus interativos e legendas. A faixa de comentário em áudio é apresentada por Ellis, Perry, Bress e Gruber, os quais fornecem informações sobre a produção da película e suas intenções em geral. As cenas excluídas são um interrogatório com o marido de Isabella, Marcus Hudson (interpretado por Roger Cross), uma conversa entre Eugene e Nora, uma perseguição de carro relacionada com a condução imprudente de Kimberly, o encontro de Eugene com a Morte no hospital e versões estendidas do interrogatório de Kimberly na delegacia e do encontro com Bludworth. O primeiro documentário, intitulado Bits & Pieces: Bringing Life To Death tem 30 minutos de duração e relembra a história dos filmes splatter, além de descrições referentes aos efeitos visuais do longa-metragem. O segundo documentário, Cheating Death: Beyond and Back, de 18 minutos, mostra pessoas narrando suas próprias experiências da vida real com a morte. Terror Gauge, o terceiro documentário, é um sistema de triagem de testes do filme no qual os espectadores são submetidos a biofeedback e exame neurológico com a médica neurofisiologista Dra. Victoria Ibric. Outros recursos do DVD incluem o jogo interativo Choose Your Fate, os videoclipes de "Middle of Nowhere", do The Blank Theory, e "Seven Days a Week", do The Sounds, os trailers cinematográficos deste filme e seu antecessor, além de curiosidades informativas proporcionadas ao longo dos extras do DVD.

## Recepção
Da mesma forma que seu antecessor, o filme recebeu críticas mistas. O site Rotten Tomatoes mostra que 48% das críticas recebidas pela película são positivas, com base em 111 avaliações, o que equivale a uma classificação média de 5/10. O consenso geral do site é de que "Esta sequência é pouco mais que uma desculpa para exibir cenas elaboradas e sangrentas de personagens sendo mortos." No Metacritic, que atribui uma média ponderada a partir de 100 avaliações de críticos convencionais, o filme tem uma pontuação média de 38 com base em 25 comentários. Em 14 de junho de 2010, Nick Hyman, editor do referido site, incluiu Final Destination 2 no editorial "15 Filmes que os Críticos Entenderam Errado", ressaltando que "as elaboradas cenas de suspense / ação dos dois primeiros filmes são mais impressionantes do que a maioria". O público pesquisado pela empresa CinemaScore deu ao filme uma nota média "B+" em uma escala de A+ a F.

Morte, aquela velha inimiga confiável, está de volta para mais em "Final Destination 2", que sofre com o mesmo diálogo rançoso e problemas de interpretação do original, mas com um pulso muito mais engraçado. O verdadeiro precursor aqui não é exatamente o filme anterior, mas sim o terror divertido e doentio do cinema de George Romero. Ao contrário de vários lançamentos de terror recentes, que tremem ao pensar em uma classificação R, esta sequência é voltada ao prazer sangrento, terá os adolescentes mais velhos como público-alvo e os fãs de terror para consumi-la, com bom retorno das vendas em vídeo.

—Robert Koehler, da Variety, ao reagir negativamente à premissa e positivamente ao tom de terror cômico do filme.
Avaliações negativas condenaram o enredo, as atuações e o roteiro do longa-metragem. Roger Ebert, em crítica publicada no Chicago Sun-Times, afirmou que "talvez os filmes sejam como a história, e se repitam, primeiro como tragédia, depois como farsa". Em sua análise para o ReelViews, James Berardinelli ressaltou que "o filme exige completa ingenuidade e atenção vazia para funcionar em qualquer nível". Ao USA Today, Claudia Puig lamentou que "existir um público para um filme no qual pessoas inocentes sofrem mortes acidentais horríveis é bastante preocupante, mas um grupo de pessoas criativas escolheu direcionar suas energias para esse espetáculo repulsivo [que] simplesmente provoca aversão". Justine Elias, do The Village Voice, afirmou que "esse thriller risível é meramente uma série sádica de premonições mal interpretadas e assassinatos cruéis". David Grove, do Film Threat, afirmou que "nada [o] assustou muito em Final Destination 2, que é tolo e ilógico". Ao escrever para o Deseret News, Jeff Vice declarou: "[não vou] nem falar do roteiro horrível ou das atuações terrivelmente péssimas", ao passo que Bruce Fretts ironizou que "tudo o mais sobre o filme também é 'de matar'", em crítica publicada na Entertainment Weekly.
Por outro lado, vários colunistas elogiaram o tom cômico do filme. Em crítica publicada no The New York Times, A. O. Scott comentou que o longa-metragem "não é tão descaradamente conhecido como os filmes Scream ou tão trash [ao estilo] Grand Guignol quanto a franquia Evil Dead, mas, assim como esses filmes, reconhece a estreita relação entre o susto e o riso, e dispensa ambos de forma livre e despretensiosa". C. W. Nevius afirmou, em artigo no San Francisco Chronicle, ter sido "mais divertido do que o original". Maitland McDonagh, da TV Guide, destacou que "se esta é a sua ideia de diversão, siga em frente". William Arnold, do Seattle Post-Intelligencer considerou a película "uma série de esquetes do Grand Guignol interpretados com risadas maliciosas". Marc Savlov, comentou no The Austin Chronicle: "é surpreendentemente uma boa diversão para a safra atual de filmes de terror, razoavelmente bem-tramada e repleta de sustos com uma adrenalina de cair o queixo. Dito isto, definitivamente não é para os mais sensíveis nem para os que se ofendem facilmente." Na opinião de New Pierce, da BBC, o filme "é simples, mas eficaz"; enquanto que Sheila Norman-Culp, em crítica publicada no The Atlanta Journal-Constitution, enfatizou que "aquilo que Final Destination fez pelo medo de voar, Final Destination 2 faz pelo medo de dirigir."

Os sobreviventes do acidente na estrada não são tão simpáticos quanto os do Voo 180. A maioria deles é idiota ou babaca, o que dificulta que nos importemos com a luta deles contra a morte. Apenas Kimberly, de Cook, provoca uma leve simpatia, ao passo que Larter claramente rouba a cena no filme. Enquanto ou outros são caricaturas feitas às pressas e sem profundidade, Clear tem contexto e história bem definidos graças ao primeiro filme. Os fãs de Final Destination a enxergarão como a heroína veterana da franquia.

—Andrew Manning, do RadioFree.com, ao diferenciar positivamente as presenças de Cook e Larter no elenco de Final Destination 2.
Quanto ao elenco, boa parte das análises deu ênfase às atuações de Carson, Cherry, Cook, Landes, Larter e Todd como Eugene, Rory, Kimberly, Thomas, Clear e Bludworth, respectivamente. Robert Koehler, da Variety, afirmou que "Carson, como o cético Eugene, energiza o que havia sido uma concepção mecânica do roteiro"; "Cherry ofereceu um pouco de equilíbrio cômico seco"; Larter foi "escalada como uma luz menor"; Todd foi desperdiçado por sua "cena única e claramente plana"; e "a atuação ruim, principalmente de Cook, cuja embaçada percepção de emoções revela o aparente desinteresse de Ellis em seus atores." David Grove, do Film Threat, criticou Cook, dizendo que "ela não é uma grande atriz, mas é de fato muito atraente" e brincou que "desde quando um filme de terror sofreu por ter duas loiras burras como protagonistas?" e, a respeito de Larter, afirmou que ela "passa o filme inteiro parecendo infeliz com sua atuação frígida". Ao TheMovieBoy.com, Dustin Putman comentou como "Cook é útil como a Kimberly alimentada pela premonição, mas não evoca emoção suficiente nas cenas após as mortes brutais de seus amigos próximos". Robin Clifford, do Reeling Reviews, afirmou que "Cook foi estridente como catalisador que desencadeia eventos com suas premonições de desastre e sua ardente vontade de enganar a Ceifadora", enquanto Larter dava a "vantagem da inteligência necessária à sua personagem". Em resenha publicado no Oh, The Horror!, Brett Gallman ressaltou que Larter "é novamente o ponto brilhante", juntamente com Cook e Landes, os quais foram "úteis como protagonistas" e Todd, "cujo propósito ainda precisa ser revelado na franquia".

Foto de divulgação da filmagem da morte de Tim Carpenter (interpretado por James Kirk), um garoto de 15 anos que é esmagado por uma placa de vidro. Alguns críticos apontaram a sequência como uma das mais chocantes do cinema

### Reconhecimento
Assim como seu antecessor, o filme foi indicado em 2004 ao Prêmio Saturno de Melhor filme de terror, bem como ao Choice Movie: Horror/Thriller (melhor filme de terror) na cerimônia de 2003 dos Prêmios Teen Choice. Entretanto, perdeu os referidos prêmios para 28 Days Later e The Ring, respectivamente. Na quarta edição do Golden Trailer Awards, o qual reconhece os melhores trailers cinematográficos, recebeu indicação na categoria Golden Fleece, mas perdeu para o drama romântico A Onda dos Sonhos. Além disso, a cena da "Colisão na Rota 23" foi indicada em 2003 ao MTV Movie Award de Melhor Sequência de Ação, mas perdeu para a "Batalha do Abismo de Helm" do filme de fantasia The Lord of the Rings: The Two Towers, também da New Line Cinema.
A cena da rodovia foi definida por Grove, do Film Threat, como "um monumento a carros quebrados, objetos voadores e metal queimado" e Garth Franklin, do Dark Horizons, a considerou "absolutamente espetacular". Em artigo publicado no Guardian.co.uk, Anne Billson elogiou-a como "uma das sequências mais aterrorizantes que já vi, mais eficaz ainda por estar ancorada na realidade; poucos motoristas não sentiram aquela pontada ansiosa quando a carga mal protegida do caminhão na frente deles começou a tremer".
O engavetamento na Rota 23 foi incluído nas listas de melhores acidentes de carro ou cenas de desastre em publicações do American Movie Classics, ShortList, Screen Junkies, Unreality Magazine, All Left Turns, Chillopedia, Filmstalker, io9, UGO Entertainment, Filmcritic.com e New York Magazine. O Filmsite.org incluiu todas as fatalidades do filme em sua lista de melhores cenas de mortes cinematográficas. A morte do personagem de James Kirk (Tim Carpenter) foi incluída por alguns críticos em suas listas de mortes mais chocantes do cinema, tais como: Matt Barone, da Complex (quinquagésimo primeiro lugar), George Wales, da Total Film (vigésimo oitavo lugar), e Jeff Otto, do Bloody Disgusting (nono lugar).

## Obra citada
- Gruber, J. Mackye; Bress, Eric. «Final Destination 2 [Roteiro do filme]» (PDF). The Screenplay Database (em inglês). 134 páginas. Consultado em 23 de janeiro de 2019. Arquivado do original em 28 de março de 2010